# Cees van den Bos
C.H. (Cees) van den Bos (Bruinisse, 6 november 1980) is een Nederlands ambtenaar, politicus en bestuurder. Hij is lid van de SGP. Sinds 1 februari 2024 is hij burgemeester van Goes.

## Maatschappelijke en politieke carrière
Van den Bos ging naar het havo in Goes. Hij studeerde technische bedrijfskunde aan de Hogeschool Rotterdam en bestuurskunde aan de Radboud Universiteit en de Open Universiteit. Van 2003 tot 2014 was hij beleidsadviseur bij de gemeenten Middelharnis en Goeree-Overflakkee. Hij was namens de SGP van april 2014 tot oktober 2020 wethouder van Schouwen-Duiveland.

## Burgemeester van Urk en Goes
Van den Bos werd op 2 juli 2020 door de gemeenteraad van Urk voorgedragen als nieuwe burgemeester als opvolger van waarnemend burgemeester Ineke Bakker. Op 7 september van dat jaar werd bekendgemaakt dat hij is benoemd bij koninklijk besluit met ingang van 1 oktober van dat jaar.
Hij werd vanaf 10 juni 2021 tijdelijk waargenomen door (zijn voorganger) Ineke Bakker wegens COVID-19 en een daarop volgende longontsteking. Op 30 augustus van dat jaar heeft hij zijn werkzaamheden hervat.
Van den Bos werd op 30 november 2023 door de gemeenteraad van Goes voorgedragen als nieuwe burgemeester als opvolger van waarnemend burgemeester Marcel Fränzel. Op 18 januari 2024 werd bekendgemaakt dat hij bij koninklijk besluit is benoemd met ingang van 1 februari van dat jaar. Op 7 februari van dat jaar werd hij geïnstalleerd en beëdigd.
Op 1 februari 2024 werd daarom Jan Westmaas waarnemend burgemeester van Urk.

## Nevenfuncties
Van den Bos werd, naast zijn nevenfuncties ambtshalve, lid van de raad van toezicht van Het Oversticht en voorzitter van het regioteam van Zuidwestelijke Delta. Voorheen was hij voorzitter van de plaatselijke commissie van de KNRM-reddingstation Urk en lid van het algemeen bestuur van de VNG.

## Privéleven
Van den Bos is getrouwd en vader van zes kinderen. Hij was tot zijn burgemeesterschap woonachtig in Bruinisse, waar hij is geboren en getogen in een gezin met vijf broers en zussen. In Bruinisse was hij lid van de Gereformeerde Gemeenten in Nederland (GGiN). In Urk is hij lid van de Christelijke Gereformeerde Kerken (CGK).